# Indicator indicator
L'indicatore golanera (Indicator indicator (Sparrman, 1777)) o indicatore maggiore è un uccello piciforme appartenente alla famiglia Indicatoridae, diffuso nell'Africa subsahariana.

## Descrizione
L'indicatore golanera è un uccello molto piccolo, le sue misure sono in genere intorno ai 20 cm e 50 g. Le sue colorazioni, sempre scure, variano dal grigio all'olivastro. Il becco è robusto e breve, le zampe anch'esse corte, presentano unghie resistenti e ricurve.

## Biologia
L'indicatore golanera, caso rarissimo negli animali selvatici, funge da guida per l'uomo (cacciatori di miele della foresta Yao e Hadza che lo richiamano attivamente) e la mellivora per trovare i nidi delle api selvatiche. Dopo che il nido è stato aperto dall'uomo, l'indicatore scende per mangiare le api e soprattutto la loro cera ricca di energia. Cattura anche formiche, termiti, larve di altri insetti e persino le uova di altri uccelli.
È un parassita di covata e non costruisce un nido proprio. I suoi piccoli hanno un becco uncinato con cui uccidono i nidiacei della specie ospite in modo da avere a propria esclusiva disposizione il cibo.